# Filziges Hornkraut
Das Filzige Hornkraut (Cerastium tomentosum) ist eine Pflanzenart aus der Gattung der Hornkräuter (Cerastium) innerhalb der Familie der Nelkengewächse (Caryophyllaceae).

## Beschreibung

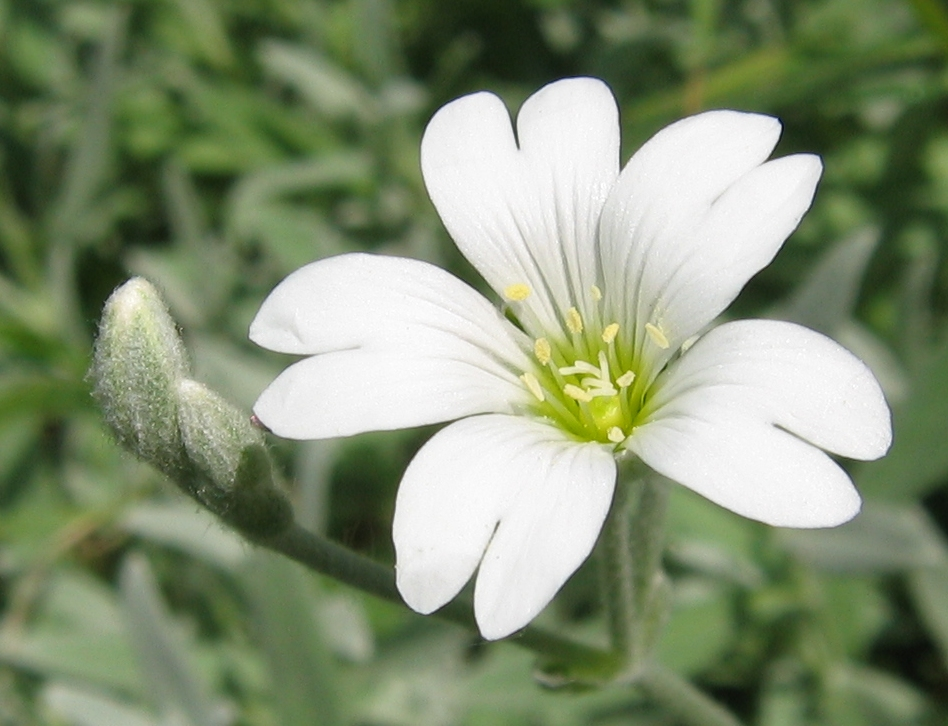
Blüte

### Vegetative Merkmale
Das Filzige Hornkraut ist eine immergrüne, ausdauernde, krautige Pflanze, die Wuchshöhen von 15 bis 30, selten bis 45 Zentimetern erreicht. Es werden kriechende Ausläufer gebildendet. Stängel, Blütenstiele, Tragblätter und Kelchblätter sind dicht von einfachen, weißen, schlängelig-krausen Trichome wollig-filzig behaart. Sie bildet aus der Grundachse zahlreiche, verzweigte, aufrechte, blühende und nichtblühende Sprossachsen.
Die Laubblätter sind bei einer Länge von 10 bis 30 Millimetern sowie einer Breite von 2 bis 5 Millimetern linealisch bis lanzettlich. Sie ist silbrig-weiß und hat nach oben eingerollte Blattränder.

### Generative Merkmale
Die Blütezeit reicht von Mai bis Juli. Die Blütenstände enthalten 7 bis 15 Blüten.
Die zwittrige Blüte ist radiärsymmetrisch und fünfzählig mit doppelter Blütenhülle. Die Kelchblätter sind 5 bis 7 Millimeter lang. Die Kronblätter sind weiß und doppelt so lang wie die Kelchblätter. Sie sind vorn auf ein Drittel der Länge zweispaltig. Die offene Blüte hat einen Durchmesser von 12 bis 18 Millimetern.
Es wird eine Kapselfrucht gebildet. Die Zähne der Kapselfrucht sind leicht nach außen gebogen.
Die Chromosomenzahl beträgt 2n = 36, 72 oder 108.

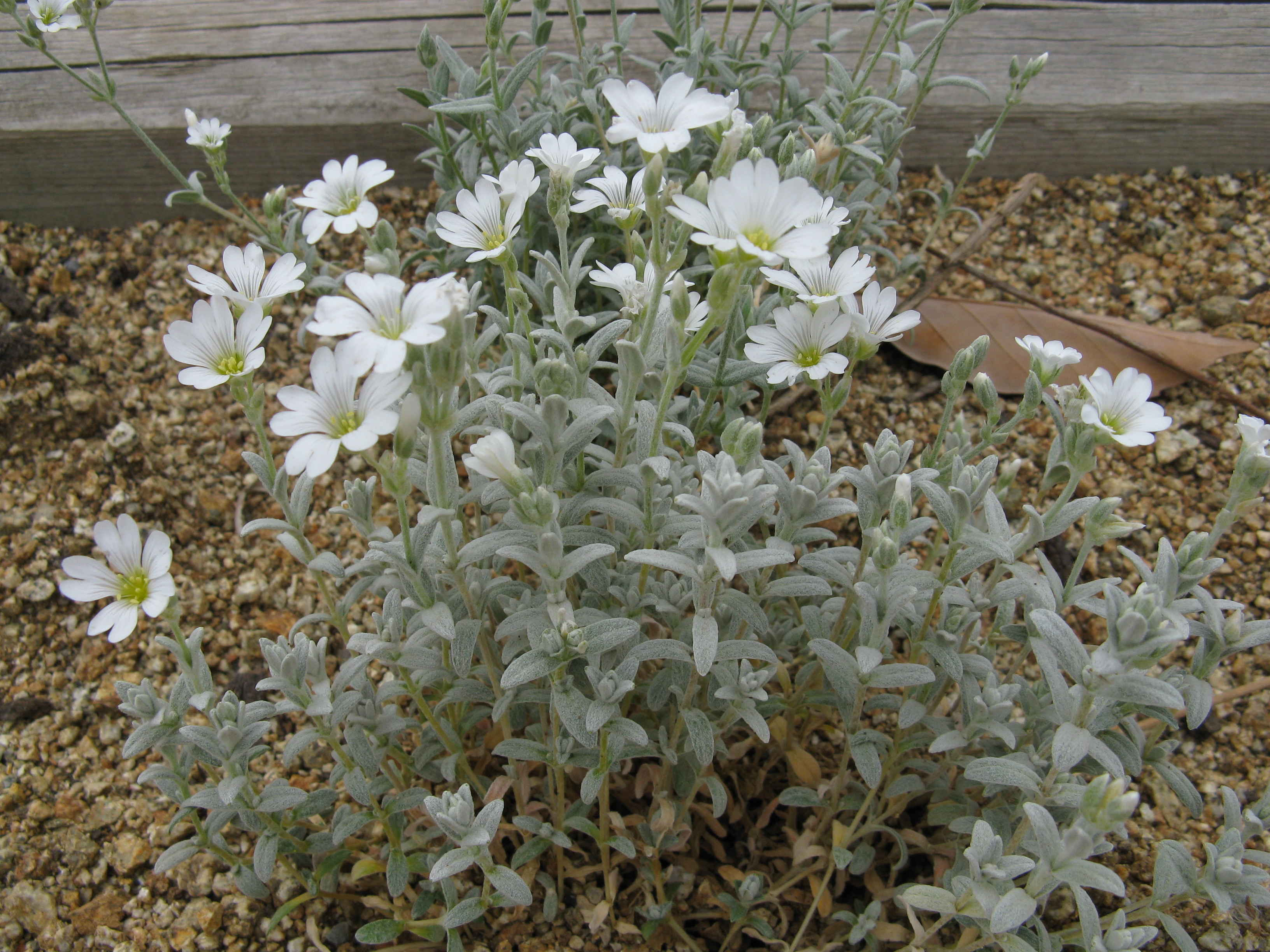
Habitus, Laubblätter und Blüten

## Vorkommen
Das Filzige Hornkraut hat ursprüngliche Vorkommen in auf Sizilien, in Italien, Albanien und in der früheren Tschechoslowakei. In Kroatien, Norwegen, Schweden und Dänemark ist das Filzige Hornkraut ein Neophyt.
Das Filzige Hornkraut kommt in Mittel- und Süd-Italien auf Hängen vor. Die ökologischen Zeigerwerte nach Landolt et al. 2010 sind in der Schweiz: Feuchtezahl F = 2 (mäßig trocken), Lichtzahl L = 4 (hell), Reaktionszahl R = 4 (neutral bis basisch), Temperaturzahl T = 4+ (warm-kollin), Nährstoffzahl N = 3 (mäßig nährstoffarm bis mäßig nährstoffreich), Kontinentalitätszahl K = 4 (subkontinental), Salztoleranz = 1 (tolerant).

## Systematik
Die Erstveröffentlichung von Cerastium tomentosum erfolgte 1753 durch Carl von Linné in Species Plantarum, Tomus I, Seite 440.
Eine weitere Varietät, Cerastium tomentosum var. aetnaeum Jan, wurde aus Sizilien beschrieben.

## Nutzung
Das Filzige Hornkraut wird verbreitet als Zierpflanze für Steingärten und als Bodendecker genutzt. Das Filzige Hornkraut ist mindestens seit 1620 in Kultur. Sie ist oft aus der Kultur verwildert. Die sogenannte Varietät Cerastium tomentosum var. columnae (Ten.) Arcang. wird häufig kultiviert.

## Ähnliche Arten
Ähnlich weißfilzig wie das Filzige Hornkraut ist Cerastium candidissimum Correns. Es unterscheidet sich durch sternförmig verzweigte Trichome. Das Filzige Hornkraut kommt in Griechenland vor. Beim Filzigen Hornkraut sind die Laubblätter 10 bis 30 Millimeter lang und der Kelch ist 5 bis 7 Millimeter lang.
Ähnlich ist auch das Bieberstein-Hornkraut (Cerastium biebersteinii DC.); sie ist ein Endemit auf der Krim. Die Laubblätter des Bieberstein-Hornkraut sind 35 bis 45 Millimeter lang und der Kelch ist 8 bis 190 Millimeter lang.